# ميخائيل جوزيف ريغان
ميخائيل جوزيف ريغان (بالإنجليزية: Michael Joseph Reagan)‏ هو قاضي ومحامي أمريكي، ولد في 1954 في ألباكركي في الولايات المتحدة.